# Giacomo Stratta
Giacomo Stratta war ein italienischer Radrennfahrer.
Der in Turin geborene Stratta nahm bei den Olympischen Spielen 1900 in Paris für das Königreich Italien an den Radsportwettbewerben teil. Im Bahnsprint im Vélodrome de Vincennes schied er dabei im Viertelfinale aus; im 5000-Meter-Punktefahren, das vom Internationalen Olympischen Komitees (IOC) lange Zeit nicht als olympisch angesehen wurde, belegte er den neunten Rang.